# Pietro Gasparri

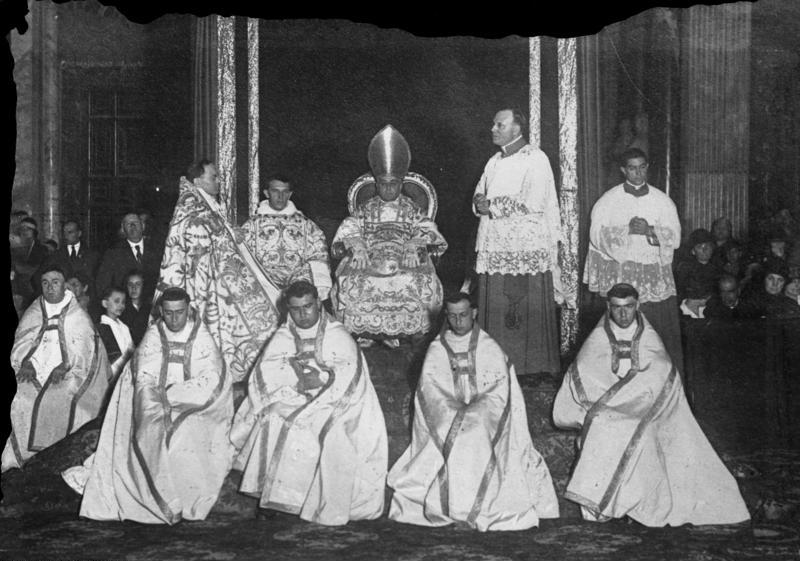
Státní sekretář kardinál Gasparri během liturgické slavnosti v prosinci 1928

Pietro kardinál Gasparri (5. května 1852 Capovallazza di Ussita – 18. listopadu 1934 Řím) byl církevním právníkem, duchovním a vatikánským státním sekretářem, který se zasloužil o vydání Kodexu kanonického práva a uzavření Lateránských dohod.

## Stručný životopis
Pocházel z rolnické rodiny v Maceratě, byl nejmladším z devíti dětí. Filosofii a teologii studoval na různých římských univerzitách, získal doktoráty z obojího práva, z kanonického práva a z práva civilního.
Na kněze byl vysvěcen 31. května 1877 a poté byl osobním sekretářem kardinála Teodolfa Mertela. Roku 1896 se stal členem komise pro prozkoumání platnosti anglikánských svěcení.
Papež Lev XIII. jej roku 1898 jmenoval titulárním arcibiskupem a vyslal jej jako apoštolského delegáta (nižší stupeň papežského diplomatického zastoupení) do Peru, Ekvádoru a Bolívie.
Roku 1901 se stal sekretářem Kongregace pro mimořádné církevní záležitosti a roku 1904 členem komise pro kodifikaci kanonického práva
Papež Pius X. jej v konzistoři 16. prosince 1907 jmenoval kardinálem titulu San Bernardo alle Terme, roku 1915 optoval pro titul San Lorenzo in Lucina.
Od května 1914 do ledna 1915 a pak od prosince 1916 až do smrti byl kardinálem-komořím (camerlengo).
Po náhlé smrti kardinála Domenica Ferraty jej Benedikt XV. jmenoval státním sekretářem.
Gasparri se velmi zasloužil o zpracování Kodexu kanonického práva z roku 1917, ale také a především o uzavření Lateránských dohod, které podepsal spolu s Benitem Mussolinim 11. února 1929.
Jako hlava vatikánské diplomacie se také zasloužil o uzavření modu vivendi s Československem roku 1927, kdy také posvětil základní kámen nové stavby české koleje v Římě, Nepomucena.
Roku 1930 opustil funkci státního sekretáře. Zemřel v Římě 18. listopadu 1934, je pochován na hřbitově ve svém rodném městě Ussita.

## Vyznamenání
- Kříž svobody I. třídy – Estonsko, 29. dubna 1925[1]
- velkokříž Řádu věže a meče – Portugalsko, 23. února 1929[2]
- rytíř Řádu zvěstování – Italské království, 1930
- rytíř velkokříže Řádu svatého Mauricia a svatého Lazara – Italské království, 1930
- rytíř velkokříže Řádu italské koruny – Italské království, 1930
- rytíř Řádu bílé orlice – Polsko